# Lapsus calami
La locuzione latina lapsus calami, tradotta letteralmente, significa errore dovuto alla penna. Si qualifica tale un errore commesso dallo scrivente per distrazione o per fretta, quando si scrive currenti calamo. Se invece l'errore è stato commesso parlando, si parlerà di lapsus linguae.
Il lapsus calami ha rilevanza anche sul piano giuridico, integrando una delle ipotesi di c.d. errore ostativo. All'art. 1433 c.c. esso viene assimilato, nell'attuale assetto civilistico italiano, al c.d. errore motivo per quanto concerne il trattamento sanzionatorio (ossia, l'annullabilità del contratto che ne è affetto).